# Grzegorz Spyra
Grzegorz Marcin Spyra (ur. 2 listopada 1943 w Gliwicach, zm. 27 kwietnia 2019) – polski muzyk i kompozytor.
Absolwent Akademii Muzycznej w Katowicach; w 1969 uzyskał tytuł magistra sztuki. Członek zwyczajny ZAiKS (Stowarzyszenia Autorów i Kompozytorów Scenicznych), członek rzeczywisty SPAM (Stowarzyszenia Polskich Artystów Muzyków). Założyciel i lider zespołu Antyki; twórca muzyki dla potrzeb programów TV. Autor muzyki do musicalu Zolyty. Wydał autorski album muzyczny z utworami do słów Zbigniewa Stryja; oparte na niej zostało widowisko To jest … Śląsk.

## Nagrody i wyróżnienia
- Odznaczony Nagrodą Ministra Kultury i Sztuki „Zasłużony Działacz Kultury” - 1984
- Nagroda Zasłużony dla kultury miasta Chorzowa - 1986
- Medalem im. Juliusza Ligonia
- Zasłużony dla kultury Chorzowa
- Nagroda Prezydenta Miasta Chorzowa w dziedzinie kultury - 1999, a po latach także z zespołem Antyki
- Nagroda „Hanysy” 1996 w dziedzinie kompozycji
- Nagroda „Karlik” 1999 w dziedzinie kompozycji.
- Nagroda Stanisława Ligonia - 2011 r. - Radio Katowice.
- Złota Odznaka Honorowa za Zasługi dla Województwa Śląskiego

## Programy telewizyjne
- „Sobota w Bytkowie”
- „Gospoda u Gruchlików”
- „Zapiski Erwina Respondka”
- „Wesoło, czyli smutno”
- „Śląska Laba”.
- „To jest... Śląsk laba”
- „Bioły wągiel - jubileusz Bernarda Krawczyka”
- „Śląsk serca kawałek”.

## Wydawnictwa
Kasety magnetofonowe (19 szt. m.in.)
- „Wściekły moplik Hanka” nr 1 i 2,
- „Muzyka dla pryka”,
- „Przytul mnie mamusiu”,
- „Sobota w Bytkowie” 1-8,
- „Książę Lipin”,
- „Nasz stary Ślązek” nr 1 i 2,
- „A za łoknym kolynda” - śląskie pastorałk

Płyty kompaktowe
- Przeboje „Soboty w Bytkowie”
- „Nasz Stary Ślązek”
- śląskie pastorałki – „A za łoknym kolynda”
- „Śpiewnik z familoków”
- „ANTYKI” i przyjaciele”
- „Łobrozki ze Śląska”
- „To jest … Śląsk”
- „Bioły wągiel”
- „Śląsk serca kawałek”
- „Wilijo u nos”

Kasety video
- „Elwer Show” nr 1 i 2
- „Sobota w Bytkowie”
- „Jo siedza przi piwie”
- „Zolyty”

Śpiewniki
- „Pośpiywomy po naszymu”
- „Nasz stary Ślązek”
- „Śpiewnik z familoków”
- „Kolędy i pastorałki śląskie”
- „A za łoknym kolynda” – śpiewnik pastorałek śląskich
- „Tukej jest mój dom” – śpiewnik na chór